# Жлабор
Жлабор (словен. Žlabor) — поселення в общині Назарє, Савинський регіон, Словенія. Висота над рівнем моря: 348,2 м.